# Stary Broniszew
Stary Broniszew – wieś w Polsce położona w województwie śląskim, w powiecie częstochowskim, w gminie Mykanów, przy granicy województw śląskiego i łódzkiego. 
Do końca czerwca 1952 w powiecie radomszczańskim (woj. łódzkie), w gminie Brzeźnica. 1 lipca 1952 włączony do gminy Cykarzew Stary w powiecie częstochowskim.
W latach 1975–1998 miejscowość administracyjnie należała do województwa częstochowskiego.
W Starym Broniszewie urodził się polityk Krzysztof Smela.

## Położenie
Wieś jest położona nad rzeką Kocinką, jednym z dopływów Liswarty.